# Sauliac-sur-Célé
Sauliac-sur-Célé település Franciaországban, Lot megyében. Lakosainak száma 116 fő (2022. január 1.). Sauliac-sur-Célé Blars, Cabrerets, Larnagol, Marcilhac-sur-Célé, Orniac, Saint-Martin-Labouval és Tour-de-Faure községekkel határos.

## Népesség
A település népessége az elmúlt években az alábbi módon változott:
| Lakosok száma | 125  | 106  | 85   | 107  | 119  | 123  | 121  | 120  | 119  | 116  |
|               | 1968 | 1982 | 1990 | 2006 | 2013 | 2015 | 2017 | 2019 | 2020 | 2022 |